# Малі Лисівці
Малі́ Ли́сівці — село в Україні, у Сквирській міській громаді Білоцерківського району Київської області. Населення становить 441 особу.
До 17 лютого 1935 року входила до складу Попільнянського району, 17 лютого 1935 року село передано до Сквирського району.

## Географія
Селом тече струмок Безіменний.

## Населення

### Мова
Розподіл населення за рідною мовою за даними перепису 2001 року:
| Мова       | Кількість | Відсоток |
| ---------- | --------- | -------- |
| українська | 430       | 97.51%   |
| російська  | 11        | 2.49%    |
| Усього     | 441       | 100%     |

## Видатні уродженці
- Петро Кузьменко — козак 7 Синього полку 3 пішої Залізної дивізії армії УНР, загинув під час російсько-української війни (не пізніше 1919 р.)[джерело?]
- Максим Лебеденко — козак 7 Синього полку 3 пішої Залізної дивізії армії УНР, загинув під час російсько-української війни (не пізніше 1919 р.)[джерело?]